# 糸鋸亭ナルカリ
糸鋸亭 ナルカリ（いとのこてい なるかり、1968年10月24日 - ）とは、日本の木工作家兼パフォーマーである。本名:草刈 成雄（くさかり なるお）、大阪芸術大学卒。

## 沿革
関西地方のデザイン会社を経て、移住した妻の出身地である長野県木曽郡の上松技術専門校で木工を学ぶ。同校卒業後の1997年、木祖村にナルカリクラフトを設立。以来現在まで木のおもちゃをはじめとする木工作品の制作・発売のほか、個展の開催やイベントへの参加、各種パフォーマンスや自作イラスト・漫画の発表など多方面で活動中。

## 主な受賞歴
- ヤマハフリーアートギターデザインコンペ特等一席
- 箱根全国クラフトコンペ奨励賞
- 飛騨高山カラクリコンテスト入賞
- TVチャンピオン木のおもちゃ王選手権準優勝
- 第10回境内アート小布施　アート部門優秀賞

## 電動糸鋸を使ったパフォーマンス
木工製品を制作する際に多用される電動糸鋸の実演に初めてエンタテインメント性を加味したのが、2005年の愛知万博で披露した糸鋸寿司。
本物さながらの寿司屋の衣装と屋台を組み、観客の注文に応じて木曽ヒノキの間伐材から作品（ネタ）を切り抜くという斬新なスタイルは一躍話題となる。その2年後、2007年には糸のこロックンロールバンドを結成。ギターとパーカッションの演奏に合わせて切り抜きの実演を行った。2009年、それらをさらにイトノコマシンガンズとして発展させ、電動糸鋸に楽器演奏とダンスを組み合わせた過去に例のないコラボレーションで注目を集める。これに加え、同年には着物を着て落語の高座のごとく切り抜きを披露する糸鋸寄席を発表するなど、現在もパフォーマンスの幅は広がりつつある。